# مقياس مان-ويتني
اختبار مان ويتني (بالإنجليزية Mann–Whitney U test)، هو اختبار لا معملي بديل لاختبارات وهو يستخدم عندما تكون المستويات فترية أو نسبية كاختبارات ولكن لا تنطبق عليها شروط اختبارات، وهو يستخدم مع مجموعات مستقلة (علمي/أدبي، ذكر/أنثى …الخ) ويتعامل مع مستويات رتبية، ونظراً لأن شروط اختبارت لا تتحقق (كأن يكون حجم العينة صغير أو التوزيع ملتوي التواء موجب  أو سالب ولا ينتمي للتوزيع الطبيعي) فيتم تحويل البيانات إلى بيانات رتبية.
مثال (ملف MannU): يحتوي على درجات الطلاب والطالبات في مقرر 361 نفس والمطلوب التحقق من الفرض التالي: لا توجد فروق ذات دلالة إحصائية بين رتب درجات الطلاب والطالبات في تحصيل مقرر 361 نفس. (نلاحظ كلمة “رتب” مما يعني بأننا نتعامل مع إحصاء لا معلمي).